# Palazzo Ducale (Misterbianco)
Il palazzo Ducale di Misterbianco è un edificio di costruzione settecentesca che venne edificato per volere dell'allora duca Francesco Maria Trigona come dimora per i periodi estivi.
L'attuale ingresso che attualmente è divenuto l'unica via per accedervi, era in precedenza un'entrata secondaria; mentre l'entrata effettiva al tempo in cui fu edificato l'edificio era al civico 109 di via Fratelli Cairoli.

## Descrizione
Lo stile dell'edificio è tipo tardo rinascimentale; accanto al palazzo è presente anche un altro locale sulla parte anteriore della struttura che si trova nella piazza Giuseppe Mazzini (la piazza alle spalle dell'edificio), il cui nome attuale è "Ex Casa dell'acqua" la cui costruzione risale al medesimo periodo; di fronte all'entrata è presente un monumento ai caduti del secondo conflitto mondiale che non ha attinenza con la struttura.
Trattandosi di un'abitazione privata, il palazzo non è mai divenuto un museo storico dell'antica famiglia nobile, né è accessibile ai visitatori senza una richiesta precisa.

## Galleria d'immagini

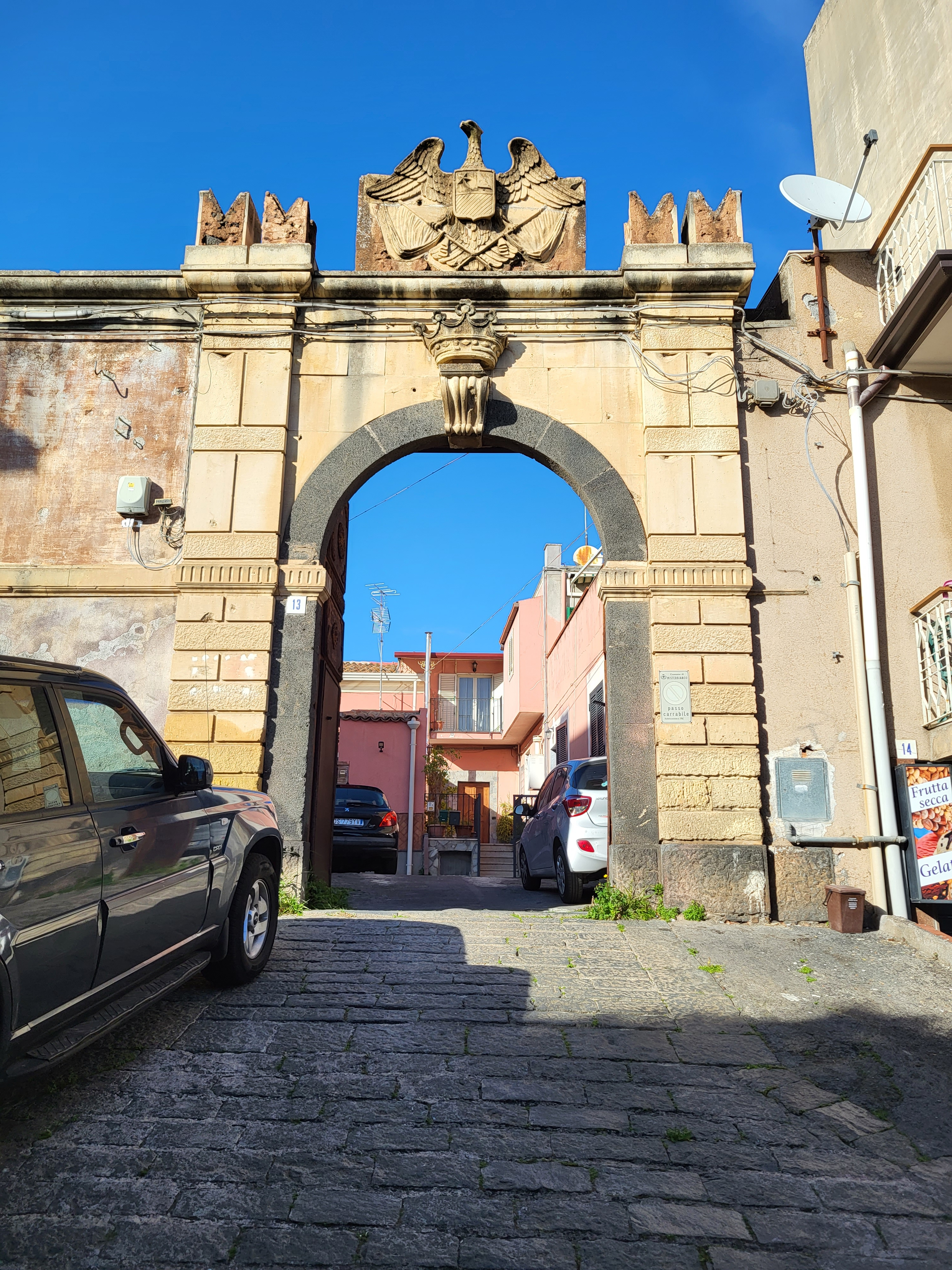
Uno degli ingressi del palazzo Ducale, fotografato dalla piazza Dante Aligheri.
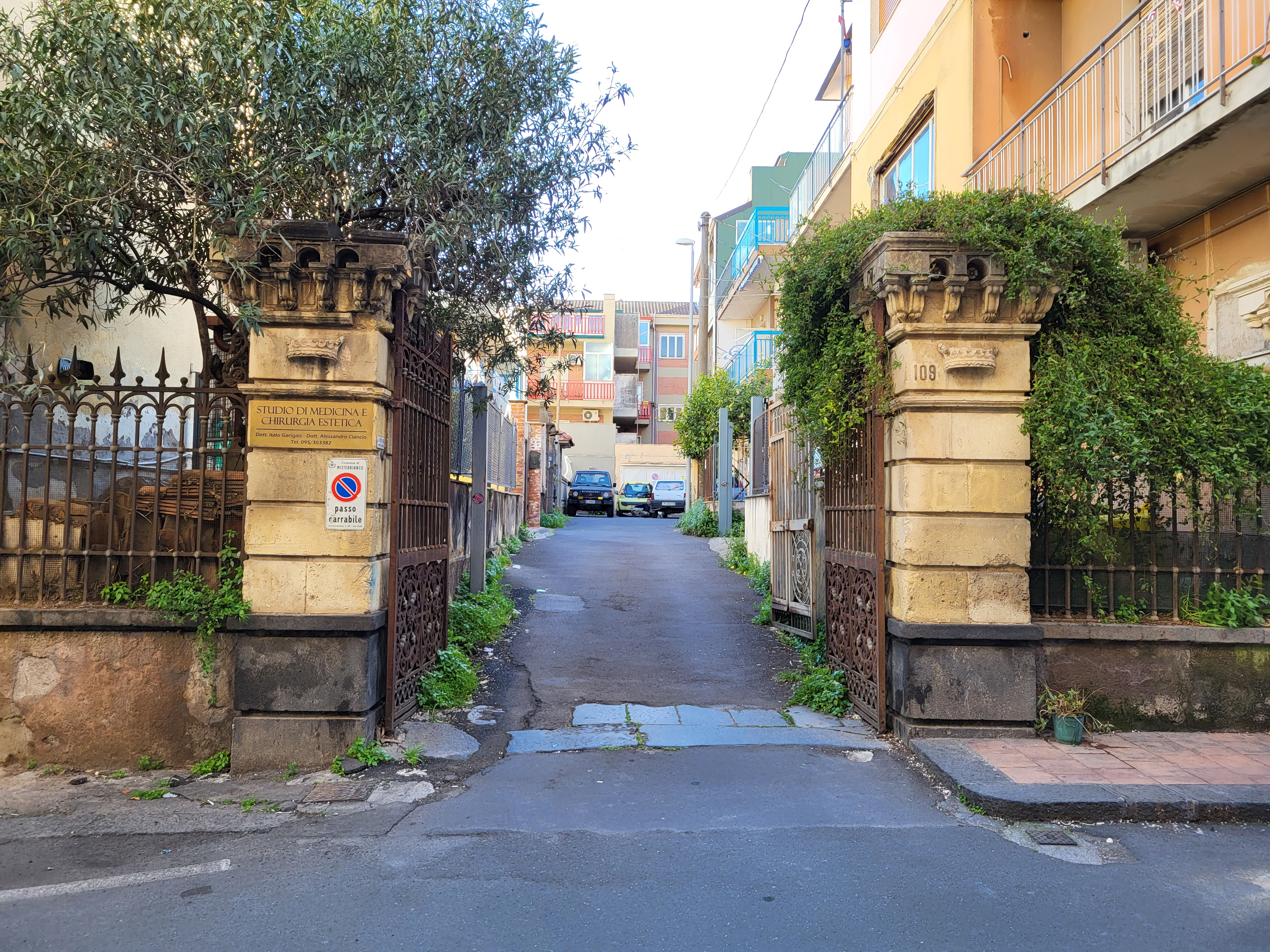
L'ex ingresso del palazzo Ducale, fotografato dalla via fratelli Cairoli.
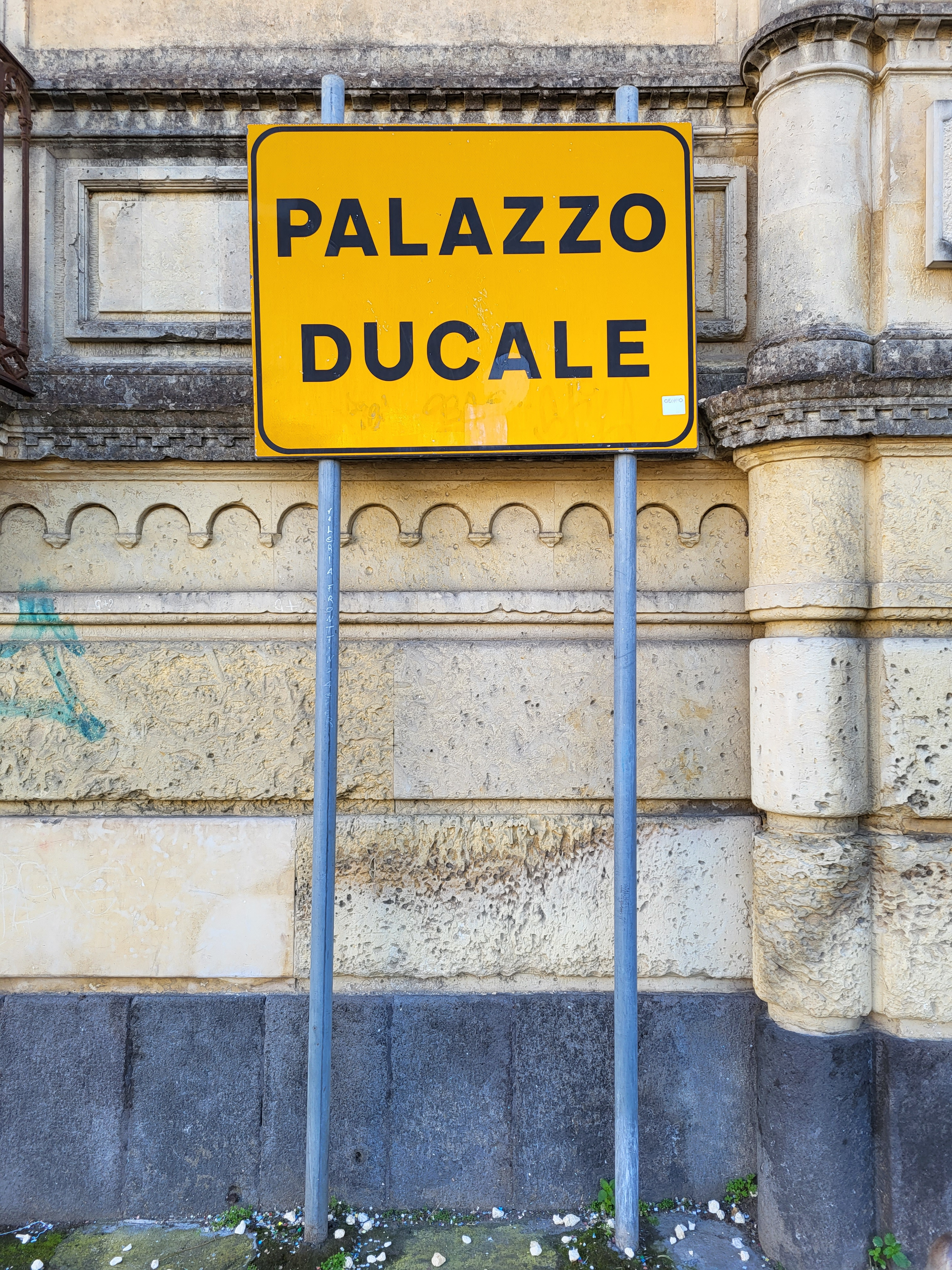
Il segnale stradale che indica l'ubicazione del palazzo Ducale di Misterbianco, fotografato dalla via fratelli Cairoli.